# Ernest le rebelle
Pour plus de détails, voir Fiche technique et Distribution.
Ernest, le rebelle est un film français réalisé par Christian-Jaque, sorti en 1938.
Il est librement adapté du roman éponyme de Jacques Perret écrivain, mais aussi aventurier, chercheur d'or et plus tard plaisancier plus connu pour son récit de captivité et d'évasions des camps de prisonniers allemands (Le caporal Epinglé), également adapté à l'écran mais par Jean Renoir.

## Synopsis
Ernest Pic, steward et accordéoniste à bord d'un navire de plaisance, multiplie les gaffes au grand désespoir de l'équipage et des passagers, victimes involontaires. Au cours d'une escale dans un port d'Amérique du sud, Ernest descend à terre, mais le paquebot repart bientôt sans lui. C'est le début de ses mésaventures, victime de trafiquants, poursuivi par un mari jaloux, frôlant la mort dans une contrée hostile, et s'en sortant toujours.

## Fiche technique
- Réalisation : Christian-Jaque, assisté de Jean Darvey
- Scénario : Jacques Prévert, Jean Manse, adaptation du roman éponyme de Jacques Perret
- Dialogues : Jacques Prévert
- Photographie : Robert Le Febvre, Raymond Agnel, André Germain, Robert Juillard
- Montage : William Barache
- Son : Maurice Menot, assistant René Lécuyer
- Montage : William Barache
- Musique : Henri Verdun, Casimir Oberfeld
  - Parolier : Jean Manse ; chansons : Ma créole, Ernestino[1]
- Décors : Pierre Schild
- Producteur : Jean-Pierre Frogerais
- Directeur de production : François Carron
- Société de production : Les productions Sigma
- Société de distribution : Les films Vog
- Tournage : avril à juin 1938 sur la Côte d'Azur
- Pays d'origine :  France
- Format :  Noir et blanc - 1,37:1 - 35 mm - son mono
- Durée : 92 min
- Genre : Comédie - Aventure
- Date de sortie : 
  - France, 8 novembre 1938
- Affiche : Claire Finel (France)

## Distribution
- Fernandel : Ernest Pic, steward et accordéoniste à bord d'un navire
- Pierre Alcover : Tonio, le capitaine du navire
- Robert Le Vigan : le gouverneur-président de Mariposa
- Mona Goya : Suzanne Gringue
- Guillaume de Sax : Emmanuel Gringue
- Rosita Montenegro : Rosita
- Marcel Rouze : un collègue d'Ernest
- Arthur Devère : l'amiral
- René Génin : Démosthène
- Raoul Marco : Sam, l'homme de main
- Montero : le noir
- George Irving (non crédité) : M. Hamilton